# Королюк Василь Юрійович
Королюк Василь Юрійович (*23 липня 1930, с. Пробабин Городенківського району Івано-Фраківської області — 10 квітня 2003, м. Чернівці) — громадсько-культурний діяч. Заслужений працівник культури УРСР (1990).

## Біографія
Працював у комсомольських і партійних органах на Буковині, відповідальним секретарем Чернівецької обласної організації товариства «Знання», впродовж 1969—1990 рр. — начальником управління культури виконкому Чернівецької обласної ради депутатів трудящих. Нагороджений медаллю «За доблесну працю», орденом Трудового Червоного Прапора.